# Angelos Sikelianos
Angelos Sikelianos (in greco Άγγελος Σικελιανός?; AFI: [ˈhaɟelos siceʎaˈnos]; Lefkada, 15 marzo 1884 – Atene, 9 giugno 1951) è stato un poeta greco, uno dei maggiori del XX secolo, oltre che un amante dell'antichità classica.

## Stile

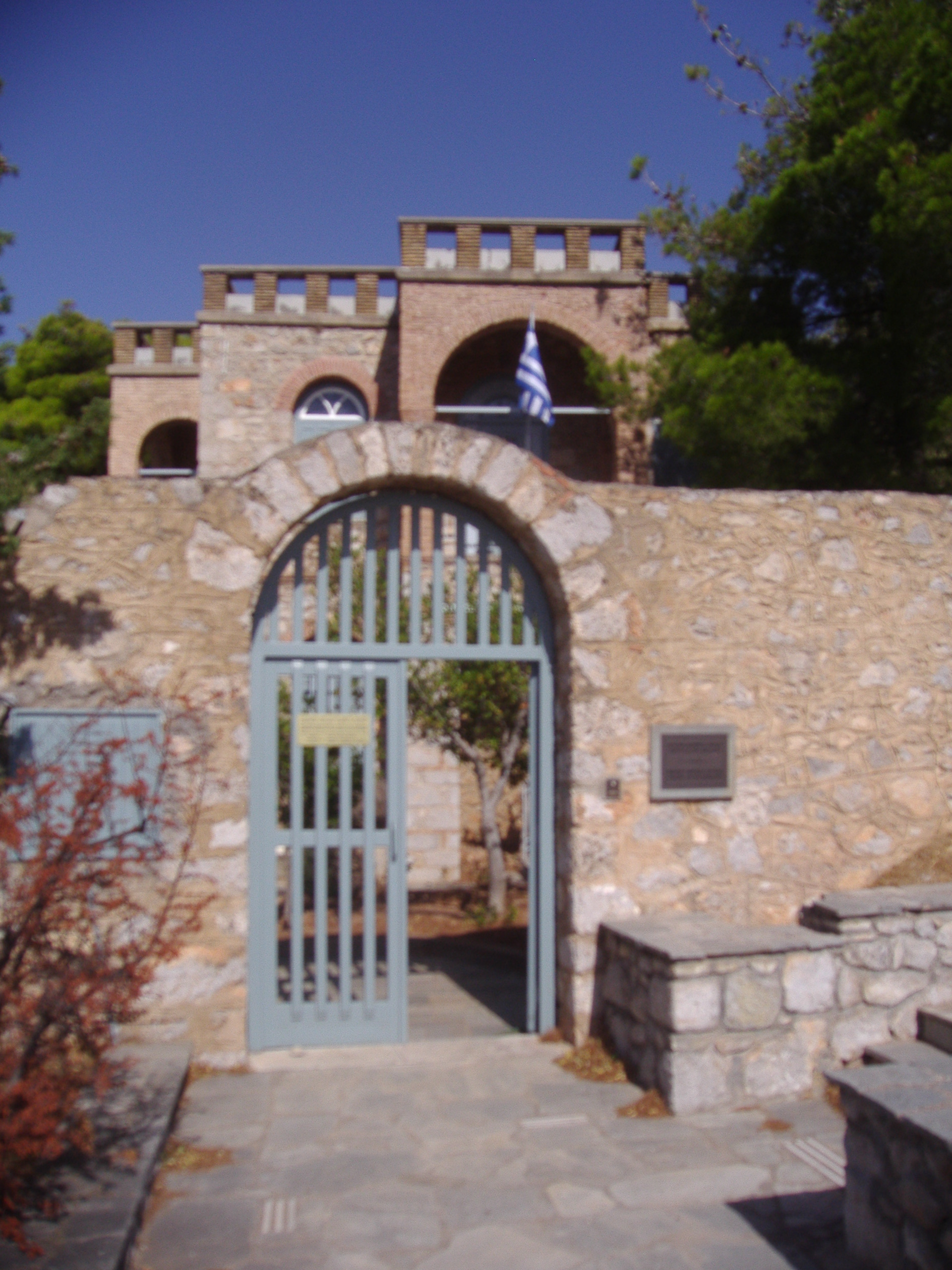
La casa di Angelos Sikelianos, a Delfi.

Fu poeta mistico e sensuale, dotato di acuta sensibilità e di grande immaginazione: tentò di fondere la religiosità pagana e cristiana in una nuova forma di ellenismo, che trovava il suo emblema poetico nella figura di Orfeo.
Fu anche tra i primi a impiegare il verso libero demotico nei suoi drammi lirici in versi e nelle sue poesie.

## Opere
- (EL)  Άγγελου Σικελιανού, Άπαντα, Λυρικός Βίος, 6 τόμοι, Ίκαρος, Αθήνα, 1966
- (EL)  Άγγελου Σικελιανού, Θυμέλη, 3 τόμοι, Ίκαρος, Αθήνα.